# Hunter Armstrong
Joseph „Hunter“ Armstrong (* 24. Januar 2001 in Dover, Ohio) ist ein US-amerikanischer Schwimmer, Olympiasieger (2020) und achtfacher Weltmeister (2022–2024).

## Karriere
Armstrong qualifizierte sich durch die zweitschnellste Zeit im Rückenschwimmen über 100 m bei den Olympiatrials der Vereinigten Staaten für die Olympischen Sommerspiele 2020 in Tokio. Dort gewann er durch Teilnahme am Vorlauf eine Goldmedaille mit der Staffel über 4 × 100 m Lagen. Im Rückenschwimmen über 100 m wurde er zeitgleich mit Ryōsuke Irie Neunter.
Am 28. April 2022 stellte Armstrong mit einer Zeit von 23,71 Sekunden einen neuen Weltrekord im Rückenschwimmen über 50 m auf der Langbahn auf. Bei den Schwimmweltmeisterschaften 2022 in Budapest gewann Armstrong insgesamt fünf Medaillen, darunter zwei Goldmedaillen für seine Teilnahme an Staffelvorläufen. Zunächst war Armstrong auch die Goldmedaille über 50 Meter Rücken zuerkannt worden, nachdem sein Landsmann Justin Ress disqualifiziert worden war. Diese Disqualifikation wurde aber nach Protest zurückgenommen, und Armstrong, der zwei Hundertstelsekunden nach Ress angeschlagen hatte, blieb die Silbermedaille.
Bei den Weltmeisterschaften 2023 in Fukuoka wurde Armstrong Weltmeister über 50 Meter Rücken sowie mit der 4-mal-100-Meter-Lagenstaffel. Bei der nachfolgenden Weltmeisterschaft in Doha gewann er sieben Medaillen und wurde Weltmeister über 100 Meter Rücken und erneut mit der 4-mal-100-Meter-Lagenstaffel.
2024 bei den Olympischen Spielen in Paris siegte die 4-mal-100-Meter-Freistilstaffel mit Jack Alexy, Chris Guiliano, Hunter Armstrong und Caeleb Dressel mit über einer Sekunde Vorsprung vor den Australiern. Im Vorlauf waren Ryan Held und Matt King dabei gewesen. In der 4-mal-100-Meter-Lagen-Staffel erhielt Armstrong eine Silbermedaille für seinen Einsatz im Vorlauf.